# Гуманистическая психология
Гуманисти́ческая психоло́гия (англ. Humanistic psychology) — направление в западной (преимущественно американской) психологии, признающее своим главным предметом личность как уникальную целостную систему, которая представляет собой не нечто заранее данное, а «открытую возможность» самоактуализации, присущую только человеку. В гуманистической психологии в качестве основных предметов анализа выступают: высшие ценности, самоактуализация личности, творчество, любовь, свобода, ответственность, автономия, психическое здоровье, межличностное общение. Гуманистическая психология в качестве самостоятельного течения выделилась в начале 60-х годов XX века, как протест против доминирования бихевиоризма и психоанализа в США, получив название третьей силы. К данному направлению могут быть отнесены Абрахам Маслоу, Карл Роджерс, Виктор Франкл, Шарлотта Бюлер, Ролло Мэй, Сидни Джурард, Джеймс Бьюдженталь, Эверетт Шостром, Ханс-Вернер Гессманн и другие. К гуманистической психологии относится направление позитивной психологии, которое занимается исследованием положительных аспектов психики человека. Гуманистическая психология в качестве своей философской базы опирается на экзистенциализм. Манифестом гуманистической психологии стала книга под редакцией Ролло Мэя «Экзистенциальная психология» — сборник докладов, представленных на симпозиуме в Цинциннати в сентябре 1959 года в рамках ежегодного съезда Американской психологической ассоциации.

## Основные черты
Гуманистическая психология выступает против построения психологии по образцу естественных наук и доказывает, что человек, даже будучи объектом исследования, должен изучаться как активный субъект, оценивающий экспериментальную ситуацию и выбирающий способ поведения.
В 1963 году Джеймс Бьюдженталь, первый президент Ассоциации гуманистической психологии, выдвинул пять основополагающих положений данного направления психологии:

1. Человек как целостное существо превосходит сумму своих составляющих (иначе говоря, человек не может быть объяснён в результате научного изучения его частичных функций).
2. Человеческое бытие развёртывается в контексте человеческих отношений (иначе говоря, человек не может быть объяснён своими частичными функциями, в которых не принимается в расчёт межличностный опыт).
3. Человек сознаёт себя (и не может быть понят психологией, не учитывающей его непрерывное, многоуровневое самосознавание).
4. Человек имеет выбор (человек не является пассивным наблюдателем процесса своего существования: он творит свой собственный опыт).
5. Человек интенционален (человек обращён в будущее; в его жизни есть цель, ценности и смысл).

На основе гуманистической психологии строятся некоторые направления психотерапии и гуманистическая педагогика.
Лечебными факторами в работе гуманистического психолога и психотерапевта являются, прежде всего, безусловное принятие клиента, поддержка, эмпатия, внимание к внутренним переживаниям, стимулирование осуществления выбора и принятия решений, подлинность. Однако при кажущейся простоте гуманистическая психотерапия основана на серьёзной феноменологической философской базе и использует чрезвычайно широкий набор терапевтических технологий и методов.
Принципы гуманистической психологии
- Человек — это особая сущность, наличие сознания выделяет его из окружающего мира, делает его уникальным.
- Природа человека беспрерывно развивается и поэтому не может быть определена.
- Человек един и целостен. Нельзя разделять органическое и целостное.
- Самореализация — это неотъемлемая часть природы человека. Сам человек изначально добр или нейтрален, устремлен в будущее.
- Творческая сила индивида, свобода воли и спонтанность — это то, на что нужно обращать внимание.
- Экзистенциональное состояние человека — важнейший источник информации. Из этих принципов исходят нравственные жизненные принципы:
- Ответственность за свои поступки. Человек не орудие бессознательного.
- Отношения людей должны основываться на взаимном уважении и признании.
- Каждый человек должен ощущать себя в настоящем.

Одно из базовых убеждений гуманистически-ориентированных специалистов заключается в том, что каждый человек содержит в себе потенциал выздоровления. При наличии определённых условий, человек может самостоятельно и в полной мере реализовать этот свой потенциал. Поэтому работа гуманистического психолога направлена, прежде всего, на создание благоприятных условий для реинтеграции личности в процессе терапевтических встреч.

## Основные представители

### Абрахам Харольд Маслоу
Абрахам Маслоу известен как один из основателей гуманистического направления в психологии. Наибольшую известность ему принесла его иерархическая модель мотивации. Согласно данной концепции, у человека с рождения последовательно появляются и сопровождают его взросление семь классов потребностей:
1. физиологические (органические) потребности, такие как голод, жажда, половое влечение и т. д.;
2. потребности в безопасности — потребность чувствовать себя защищённым, избавиться от страха и неудач, от агрессивности;
3. потребности в принадлежности и любви — потребность принадлежать к общности, находиться рядом с людьми, быть признанным и принятым ими;
4. потребности в уважении (почитании) — потребность в достижении успеха, одобрение, признание, авторитет;
5. познавательные потребности — потребность знать, уметь, понимать, исследовать;
6. эстетические потребности — потребность в гармонии, симметрии, порядке, красоте;
7. потребность в самоактуализации — потребность в реализации своих целей, способностей, развитие собственной личности.

По мнению А. Маслоу, в основании данной мотивационной пирамиды лежат физиологические потребности, а высшие потребности, такие как эстетические и потребность в самоактуализации, образуют её вершину. Также он считал, что потребности вышележащих уровней могут быть удовлетворены только при условии предварительного удовлетворения потребностей нижележащих уровней. Поэтому самоактуализации достигает только небольшое количество людей (около 1 %). Эти люди обладают личностными особенностями, качественно отличными от свойств личности невротиков и людей, не достигающих такой степени зрелости: независимостью, креативностью, философским мировосприятием, демократичностью в отношениях, продуктивностью во всех сферах деятельности и т. п. Позже А. Маслоу отказывается от жёсткой иерархичности данной модели, выделяя два класса потребностей: потребности нужды и потребности развития.

### Карл Рэнсом Роджерс
Роджерс исходил из того, что любой человек имеет желание и умение к личному самосовершенствованию. Будучи существом, наделённым сознанием, он сам для себя определяет смысл жизни, его цели и ценности, является высшим экспертом и верховным судьёй. Центральным понятием в теории Роджерса стало понятие «Я», включающий в себя представления, идеи, цели и ценности, через которые человек характеризует самого себя и намечает перспективы своего роста. Основные вопросы, которые любой человек ставит и обязан решать, следующие: «Кто я?», «Что я могу сделать, чтоб стать тем, кем я хочу быть?»
Образ «Я», складывающийся в итоге личного жизненного опыта, в собственную очередь оказывает влияние на восприятие данным человеком мира, иных людей, на оценки, что даёт человек своему поведению. Я-концепция может оказаться положительной, амбивалентной (противоречивой), отрицательной. Индивид с положительной Я-концепцией видит мир иначе, чем человек с отрицательной или амбивалентной. Я-концепция может неправильно отражать действительность, быть искажённой и вымышленной. То, что не согласуется с Я-концепцией человека, может оказаться вытеснено из его сознания, отвергнуто, впрочем фактически может быть истинным. Степень удовлетворенности человека жизнью, мера полноты прочувствованной им радости зависят именно от того, насколько его опыт, его «настоящее Я» и «идеальное Я» согласуются между собой.

### Виктор Эмиль Франкл
В. Франкл считал, что основная движущая сила развития личности — это стремление к смыслу, отсутствие которого порождает «экзистенциальный вакуум» и может привести к самым печальным последствиям, вплоть до самоубийства.